# Castello di Lisignano
Das Castello di Lisignano ist eine  mittelalterliche Niederungsburg in Lisignano, einem Ortsteil der Gemeinde Gazzola in der italienischen Emilia-Romagna.
Die Burg steht auf den ersten Hügeln des ligurischen Apennins auf dem rechten Ufer des Luretta-Baches in der Nähe der Stelle, an der das Val Luretta sich in die Poebene hinaus öffnet. Sie liegt nicht weit von Agazzano, einer Gemeinde, die an Gazzola angrenzt. Auf dem gegenüberliegenden Ufer des Luretta-Baches liegt das Castello di Agazzano.

## Geschichte
Bei Lisignano handelt es sich vermutlich um das „Licinianus“, das auf der Tabula alimentaria traianea erwähnt wird, einer Anleitung für landwirtschaftliche Tätigkeiten. Später wurde Lisignano in einer Schenkungsurkunde aus dem Jahre 800 erwähnt, in der Richter Albizzone dem Kloster San Savino in Piacenza ein Grundstück von 800 Pertiche stiftete, auf dem einige Gebäude standen und Weinberge angelegt waren.
Die erste urkundliche Erwähnung einer Burg in Lisignano, ein Bau, der jedoch vorher, im 12. Jahrhundert, errichtet worden sein muss, stammt aus dem Jahr 1203, wogegen 1244 dort der Aufenthalt des Markgrafen von Hohenburg dokumentiert wurde, der als Vikar in Diensten des Kaisers Friedrich II. mehrere Streifzüge durch Gegend, einschließlich des Val Luretta und des Val Tidone, in einschüchternder Absicht unternahm.
Später ließ die Familie Arcelli eine neue Burg in der Gegend errichten. Mitte des 14. Jahrhunderts gehörte das Gebäude Giovanni Pagani, der es den Söhnen seiner Schwester Pellegrina vermachte, die ein Mitglied der Familie Anguissola geheiratet hatte. Nachdem die Dame verstorben war, wurde das Gebäude, das sich durch einen Brand in schlechtem Erhaltungszustand befand, vom Ehegatten, der es als Tutor verwaltete, an Giovanni, Giacomo und Guglielmo Figliagaddi verkauft. Im 14. Jahrhundert gelangte das Gebäude in die Hände der Condottieri Niccolò und Jacopo Piccinino und kam dann zurück in den Besitz der Arcellis.
Nachdem es nach dem Tod des letzten Eigentümers, Maurizio Baldini, 1630 in den Besitz des großen Krankenhauses von Piacenza gekommen war, kaufte 1632 Giuseppe Rizzalotti den Bau, dem erst dessen Gattin Ortensia Leoni nachfolgte und dann Neffen Melchiorre und Francesco Leoni, die aus Katalonien kamen und 1680 als Grafen investiert wurden, nachdem sie den Kauf des Territoriums von Lisignano von der herzoglichen Liegenschaftsverwaltung der Farneses abgeschlossen hatten.
In den letzten Jahren des 17. Jahrhunderts wurden die Innenräume der Burg mannigfach umgebaut, sodass diese zur Adelsresidenz wurde: Die Umbauten, mit dessen Projektierung Ferdinando Galli da Bibiena betraut wurde, umfassten Arbeiten an den Fassaden des Gebäudes, deren Ostseite mit verschiedenen architektonischen Elementen und Fresken dekoriert wurde, die auf einen Bogenhof herunterblickten, wogegen auf der Südseite ein kleines Wäldchen angelegt wurde, in dessen Mitte eine Skulptur von Herakles gesetzt wurde, der gerade versucht, den Nemeischen Löwen zu töten.
Die Veränderungen wurden im 18. Jahrhundert fortgesetzt; es wurde eine doppelte, barocke Vorhalle mit vier Bögen errichtet und darüber hinaus die große Treppe, die den Zugang zum ersten Obergeschoss des Gebäudes bildet.
Im Zweiten Weltkrieg weilte im Zuge der Resistenza der spätere Geschichtswissenschaftler und Autor Angelo del Boca als Mitglied einer Formation der Brigate Giustizia e Libertà (dt.: Brigade Recht und Freiheit) in der Burg, die sich auf der Flucht vor den deutschen Truppen dorthin begeben hatte. Später wurde Del Boca, der Maria Teresa Maestri heiratete, Eigentümer des Gebäudes.

## Beschreibung
Die Burg zeigt sich als eine isolierte Festung, umgeben von einem Burggraben, deren Wasser vom Lauf des Luretta-Baches abgezweigt wurde und der von einer Zugbrücke mit hölzernen Bolzen und Ketten, die ursprünglich auf einem Brückenschläger ruhten. Der Grundriss der Festung ist rechteckig und sie hat vier zylindrische Ecktürme. Auf der nordöstlichen Seite des Gebäudes gibt es eine barocke Vorhalle, die bei den Umbauarbeiten im 18. Jahrhundert angebaut wurde, wogegen man auf den anderen drei Seiten die Reste einiger Fresken sehen kann, die das Motiv der Loggia wieder aufnehmen. Obwohl die vier Fassaden der Burg gleich lang sind, haben sie unterschiedliche Höhen: Die Nordwest- und die Nordostfassade sind gleich hoch wie die Ecktürme, die Südostfassade ist niedriger, während die Südwestfassade in zwei Stockwerke unterteilt ist.
Auf der Südseite, vor dem Eingang, befindet sich in einem kleinen Wäldchen ein Nymphäum, in dem die Statue des Herakles, des Siegers über den nemeischen Löwen, steht, die Ende des 17. Jahrhunderts dort aufgestellt wurde. Im Inneren des Gebäudes gibt es große Räume, die weitgehend natürlich belichtet sind, während die Decken Rechteckgewölbe mit Lünetten besitzen. Unter dem Hauptturm gibt es einen engen Raum, der ursprünglich als Gefängnis diente und nur durch eine Falltür in der Decke erreichbar war, durch die die Sträflinge von oben herabgelassen wurden. Der Sage nach ging von den Gefängnis ein enger Gang aus, der unter dem Luretta-Bach hindurch die Burg mit dem Castello die Agazzone verband.